# Denis Gaultier
Pour les articles homonymes, voir Gaultier.
Denis Gaultier, né en 1603 à Paris et mort en janvier 1672 dans la même ville, est un luthiste et compositeur français. On le connaît aussi sous les noms de Gaultier le jeune et de Gaultier de Paris.

## Biographie
Il était cousin d'un autre luthiste de talent, Ennemond Gaultier, dit Gaultier le Vieux ou Gaultier de Lyon, et l'on a parfois du mal à attribuer leurs œuvres à l'un ou à l'autre. Il fut peut-être élève de l'organiste de Notre-Dame de Paris, Charles Racquet, car il composa un tombeau en son honneur lorsque celui-ci mourut. Il fut probablement le maître de théorbe de Bertrand de Bacilly, qui possédait chez lui un portrait de ce maître.
Il n'occupa pas de position officielle à la Cour mais y participa et acquit sa renommée dans des concerts privés.  Il fut le plus grand luthiste parisien de sa génération. Il cultive encore dans ses suites des formes plutôt anciennes telles que le prélude non mesuré, la fantaisie, la pavane.

## Œuvres

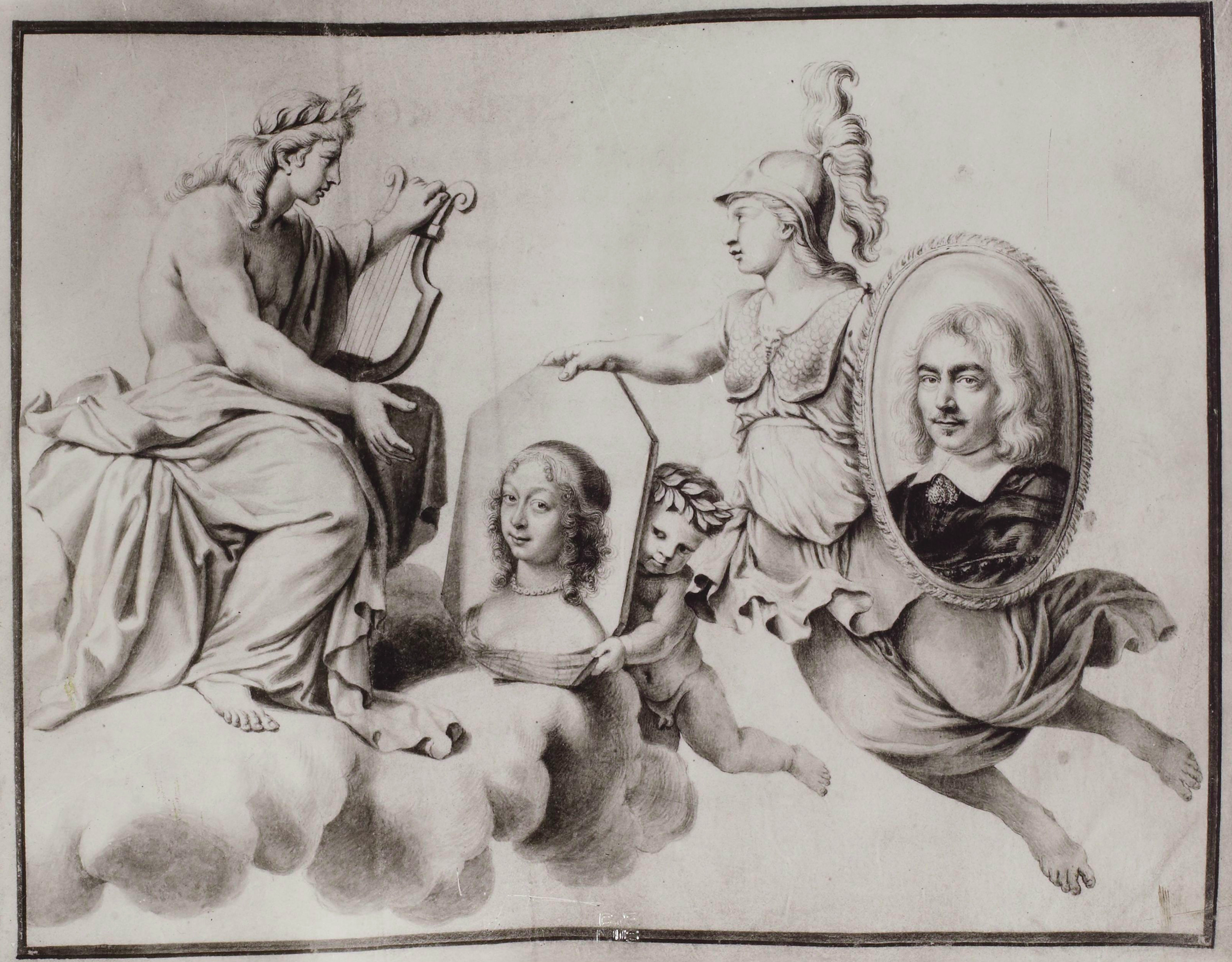
Une des pages liminaires de La Rhétorique des Dieux, avec le portrait de Denis Gaultier.

Son œuvre consiste essentiellement en suites pour le luth. Il a laissé trois recueils de pièces pour cet instrument :
- La Rhétorique des Dieux (1652), recueil manuscrit contenant des suites dans les douze tons, conservé à Berlin, Kupferstichkabinett : MS 78C 12. Il s'agit d'un chef-d'œuvre de calligraphie, de la main des maîtres écrivains François I Belluchau, Étienne Damoiselet, et avec des dessins d'Abraham Bosse, de Robert Nanteuil et des ornements d'orfèvrerie de Claude Ballin.
- Pièces de luth sur trois différens modes nouveaux. Paris, [ca. 1670], gravé par Richer. RISM G 588. Recueil entièrement de sa composition.
- Livre de tablature des pièces de luth de Mr. Gaultier Sr. de Nève et de Mr. Gaultier son cousin sur plusieurs duferents modes, avec quelques reigles qu'il faut observer pour le bien toucher. Paris : Veuve Gaultier, [ca. 1672]. RISM [1672]6.
- Quelques pièces incluses dans : Perrine, Livre de musique pour le luth contenant une métode... (Paris : 1680).
- Quelques pièces incluses dans : Perrine, Pièces de luth en musique avec des règles pour les toucher parfaitement sur le luth, et sur le clavessin. Paris : 1680.

Publications modernes
- Œuvres de Denis Gaultier, éd. Monique Rollin et François-Pierre Goy. Paris : Éditions du CNRS, 1996.
- Denis Gaultier, La Rhétorique des Dieux, ed. David J. Buch. Madison : A-R Editions, 1994.

## Anecdote
Le Mercure galant rapporte, dans son numéro de 1672 (p. 166-167) :
La jeune Marquise que vous connaissez, qui commençait à jouer si bien du luth, est au désespoir depuis quelques jours. Monsieur Gaultier qui lui montrait, lui avait assuré qu'elle en jouerait dans peu de temps aussi bien que Mademoiselle de Lenclos : c'était beaucoup dire, mais il pouvait décider sur ces sortes de choses. Ce furent les dernières paroles que ce grand maître dit en jouant du luth, car en sortant de chez la jeune marquise, il tomba malade de la maladie dont il est mort. Elle n'eut pas plus tôt appris cette nouvelle, que ne voulant pas que son luth survécut à un si grand maître, elle le cassa en cent pièces, & résolut de n'en jouer jamais. Je ne vous dis rien de cette action, vous en jugerez. Mais si la mort de Monsieur Gaultier l'empêche de jouer jamais aussi bien du luth que Mademoiselle de Lenclos, elle devrait travailler à lui ressembler du côté de l'esprit, dont vous savez que cette illustre personne a infiniment. (Paris, 13 février 1673).

## Discographie
- La Rhétorique des Dieux (Intégrale) par Louis Pernot au luth, double CD Accord (Musidisc) (1989) Ref: 200702 MU 752
- La Rhétorique des Dieux (Extraits) par Hopkinson Smith au luth, CD Astrée (No 7778) (1989)
- Le livre de luth de Perrine par Louis Pernot au luth, CD RerUSA (2006)